# 奥竹野村
奥竹野村（おくたけのむら）は、兵庫県城崎郡にあった村。現在の豊岡市竹野町の南部、竹野川の上流域にあたる。

## 地理
- 山岳：矢次山
- 河川：竹野川、木谷川

## 歴史
- 1889年（明治22年）4月1日 - 町村制の施行により、美含郡河南谷村・桑野本村・大森村・須野谷村・門谷村・河内村・御又村・小城村・二連原村・森本村・坊岡村の区域をもって発足。
- 1896年（明治29年）4月1日 - 所属郡が城崎郡に変更。
- 1955年（昭和30年）3月3日 - 三椒村・竹野村・中竹野村と合併し、改めて竹野村が発足。同日奥竹野村廃止。

## 交通

### 道路
- 国道178号